# موهلگربن
موهلگربن (به آلمانی: Mühlgraben) یک منطقهٔ مسکونی در اتریش است که در ناحیه ینرسدورف واقع شده‌است. موهلگربن ۴۳۴ نفر جمعیت دارد.